# Sarvijärvi (Gällivare socken, Lappland)
Sarvijärvi är en sjö i Gällivare kommun i Lappland och ingår i Kalixälvens huvudavrinningsområde. Sjön har en area på 0,658 kvadratkilometer och ligger 465,1 meter över havet. Sarvijärvi ligger i Torne och Kalix älvsystem Natura 2000-område.

## Delavrinningsområde
Sarvijärvi ingår i det delavrinningsområde (747984-172392) som SMHI kallar för Utloppet av Sarvijärvi. Medelhöjden är 469 meter över havet och ytan är 1,37 kvadratkilometer. Räknas de 2 avrinningsområdena uppströms in blir den ackumulerade arean 6,54 kvadratkilometer. Vattendraget som avvattnar avrinningsområdet har biflödesordning 3, vilket innebär att vattnet flödar genom totalt 3 vattendrag innan det når havet efter 313 kilometer. Avrinningsområdet består mestadels av skog (37 procent) och sankmarker (15 procent). Avrinningsområdet har 0,65 kvadratkilometer vattenytor vilket ger det en sjöprocent på 47,5 procent.